# Nicola Arigliano
Nicola Arigliano, né le 6 décembre 1923 à Squinzano et mort le 30 mars 2010 à Calimera, est un chanteur de jazz, musicien et acteur italien.

## Biographie
Né à Squinzano, Province de Lecce, Nicola Arigliano quitte très jeune sa famille à la suite de moqueries en raison de son bégaiement et déménage à Turin, où il est accueilli par des immigrants. Il déménage à Milan, puis à Rome, où il occupe plusieurs emplois .  
Après avoir étudié la théorie musicale, appris à jouer du saxophone et chanté dans plusieurs orchestres, Nicola Arigliano devient célèbre en 1952, grâce à sa participation au Newport Jazz Festival, qui lui a valu plusieurs apparitions à la télévision et ouvert la voie à une carrière professionnelle. Après quelques 78 tours publiés en 1956 pour RCA, il participe en 1958 à Canzonissima . En 1960, il obtient son premier succès avec la chanson I Sing Ammore, qui atteint la neuvième place du hit-parade italien. En 1961, la chanson Sentimentale culmine à la première place du hit-parade. En 1964, il participe au festival de musique de Sanremo avec la chanson 20 Km Al Giorno. 
Sa chanson Permette Signorina est reprise en version anglaise par Nat King Cole sous le titre Cappuccina. 
En 1968, Nicola Arigliano s'installe à Magliano Sabina et ralentit ses activités. En 2005, il revient au Festival de Sanremo et remporte le Prix de la critique avec la chanson Colpevole.
Il a chanté en italien et en anglais, mélangeant parfois les deux langues de manière ludique.